# Onze-Lieve-Vrouw-van-Smartenkapel (Haelen)
De Onze-Lieve-Vrouw-van-Smartenkapel is een kapel in Haelen in de Nederlandse gemeente Leudal. De kapel staat aan de Windmolenven op bedrijventerrein Windmolenbos ten zuidoosten van de dorpskern.
De kapel is gewijd aan de heilige Maria, specifiek aan Onze-Lieve-Vrouw van Smarten.

## Gebouw
De eenvoudige kapel is een zuilkapel die bestaat uit een bakstenen kolom waarop een houten zadeldak is aangebracht. De kolom loopt aan de zijkanten taps omhoog tot ongeveer halverwege, van waar deze recht omhoog gaat. Aan de voorzijde is een rechte kolom geplaatst die tot ongeveer halverwege reikt. Op die kolom is een wit reliëf aangebracht. Het reliëf toont een piëta van moeder Maria die haar dode zoon Jezus op haar schoot draagt. Op de onderrand van het reliëf is een tekst aangebracht: (BVO = bid voor ons)

Maria, Moeder van Smarten b.v.o.